# Roadracing-VM 1974
Världsmästerskapen i Roadracing 1974 arrangerades av Internationella motorcykelförbundet och innehöll klasserna 500GP, 350GP, 250GP, 125GP, 50GP och sidvagnar i Grand Prix-serien. VM-titlar delades ut till bästa förare och till bästa konstruktör. Grand Prix-serien kördes över 10 deltävlingar.
| Klass   | Mästare individuellt                               | Mästare konstruktörer |
| ------- | -------------------------------------------------- | --------------------- |
| 500GP   | Phil Read (MV Agusta)                              | Yamaha                |
| 350GP   | Giacomo Agostini                                   | Yamaha                |
| 250GP   | Walter Villa (Harley-Davidson)                     | Yamaha                |
| 125GP   | Kent Andersson                                     | Yamaha                |
| 50GP    | Henk van Kessel                                    | Kreidler              |
| Sidvagn | Siegfried Schauzu/Wolfgang Kalauch (Busch Spezial) | König                 |

## 500GP

### Deltävlingar
|    | Datum      | Grand prix                      | Bana                      | Segrare           | Tvåa              | Trea              | Pole position    | Snabbaste varv    |
| -- | ---------- | ------------------------------- | ------------------------- | ----------------- | ----------------- | ----------------- | ---------------- | ----------------- |
| 1  | 22 april   | Frankrike                       | Clermont-Ferrand          | Phil Read         | Barry Sheene      | Gianfranco Bonera | Phil Read        | Giacomo Agostini  |
| 2  | 28 april   | Västtyskland                    | Nürburgring- Nordschleife | Edmund Czihak     | Helmut Kassner    | Walter Kaletsch   | -                | Edmund Czihak     |
| 3  | 5 maj      | Österrike                       | Salzburgring              | Giacomo Agostini  | Gianfranco Bonera | Barry Sheene      | Giacomo Agostini | Gianfranco Bonera |
| 4  | 19 maj     | Italien, Nationernas Grand Prix | Imola                     | Gianfranco Bonera | Teuvo Länsivuori  | Phil Read         | Giacomo Agostini | Giacomo Agostini  |
| 5  | 5–6 juni   | Storbritannien, Tourist Trophy  | Mountain Course           | Phil Carpenter    | Charlie Williams  | Tony Rutter       | Jack Findlay     | Charlie Williams  |
| 6  | 29 juni    | Nederländerna                   | Assen                     | Giacomo Agostini  | Teuvo Länsivuori  | Phil Read         | Teuvo Länsivuori | Giacomo Agostini  |
| 7  | 7 juli     | Belgien                         | Spa-Francorchamps         | Phil Read         | Giacomo Agostini  | Dieter Braun      | Phil Read        | Phil Read         |
| 8  | 21 juli    | Sverige                         | Anderstorp                | Teuvo Länsivuori  | Phil Read         | Pentti Korhonen   | Teuvo Länsivuori | Teuvo Länsivuori  |
| 9  | 28 juli    | Finland                         | Imatra                    | Phil Read         | Gianfranco Bonera | Teuvo Länsivuori  | Phil Read        | Teuvo Länsivuori  |
| 10 | 25 augusti | Tjeckoslovakien                 | Brno                      | Phil Read         | Gianfranco Bonera | Teuvo Länsivuori  | Phil Read        | Gianfranco Bonera |

### Slutställning 500
| Plats | Förare           | Land           | Motorcykel | Poäng | Segrar |
| ----- | ---------------- | -------------- | ---------- | ----- | ------ |
| 1     | Phil Read        | Storbritannien | MV Agusta  | 82    | 4      |
| 2     | Franco Bonera    | Italien        | MV Agusta  | 69    | 1      |
| 3     | Teuvo Länsivuori | Finland        | Yamaha     | 67    | 1      |
| 4     | Giacomo Agostini | Italien        | Yamaha     | 47    | 2      |
| 5     | Jack Findlay     | Australien     | Suzuki     | 34    | 0      |
| 6     | Barry Sheene     | Storbritannien | Suzuki     | 30    | 0      |
| 7     | Dieter Braun     | Västtyskland   | Yamaha     | 22    | 0      |
| 8     | Pentti Korhonen  | Finland        | Yamaha     | 22    | 0      |
| 9     | Billie Nelson    | Storbritannien | Yamaha     | 21    | 0      |
| 10    | Charlie Williams | Storbritannien | Yamaha     | 18    | 0      |

## 350GP
| Plats | Förare           | Land           | Motorcykel      | Poäng | Segrar |
| ----- | ---------------- | -------------- | --------------- | ----- | ------ |
| 1     | Giacomo Agostini | Italien        | Yamaha          | 75    | 5      |
| 2     | Dieter Braun     | Västtyskland   | Yamaha          | 62    | 0      |
| 3     | Patrick Pons     | Frankrike      | Yamaha          | 47    | 0      |
| 4     | John Dodds       | Australien     | Yamaha          | 31    | 1      |
| 5     | Chas Mortimer    | Storbritannien | Yamaha          | 29    | 0      |
| 6     | Teuvo Lansivuori | Finland        | Yamaha          | 27    | 1      |
| 7     | Pentti Korhonen  | Finland        | Yamaha          | 25    | 0      |
| 7     | Michel Rougerie  | Frankrike      | Harley-Davidson | 25    | 0      |
| 9     | Víctor Palomo    | Spanien        | Yamaha          | 24    | 1      |
| 10    | Billie Nelson    | Storbritannien | Yamaha          | 21    | 0      |

## 250GP
| Plats | Förare            | Land           | Motorcykel      | Poäng | Segrar |
| ----- | ----------------- | -------------- | --------------- | ----- | ------ |
| 1     | Walter Villa      | Italien        | Harley-Davidson | 77    | 4      |
| 2     | Dieter Braun      | Västtyskland   | Yamaha          | 58    | 0      |
| 3     | Patrick Pons      | Frankrike      | Yamaha          | 50    | 0      |
| 4     | Takazumi Katayama | Japan          | Yamaha          | 43    | 1      |
| 5     | Bruno Kneubühler  | Schweiz        | Yamaha          | 43    | 0      |
| 6     | Chas Mortimer     | Storbritannien | Yamaha          | 41    | 1      |
| 7     | John Dodds        | Australien     | Yamaha          | 38    | 1      |
| 8     | Kent Andersson    | Sverige        | Yamaha          | 34    | 1      |
| 9     | Michel Rougerie   | Frankrike      | Harley-Davidson | 21    | 0      |
| 10    | Mick Grant        | Storbritannien | Yamaha          | 18    | 0      |
| 10    | Pentti Korhonen   | Finland        | Yamaha          | 18    | 0      |

## 125GP
| Plats | Förare            | Land          | Motorcykel  | Poäng | Segrar |
| ----- | ----------------- | ------------- | ----------- | ----- | ------ |
| 1     | Kent Andersson    | Sverige       | Yamaha      | 87    | 5      |
| 2     | Bruno Kneubühler  | Schweiz       | Yamaha      | 63    | 1      |
| 3     | Angel Nieto       | Spanien       | Derbi       | 60    | 2      |
| 4     | Otello Buscherini | Italien       | Malanca     | 60    | 0      |
| 5     | Henk van Kessel   | Nederländerna | Bridgestone | 30    | 0      |
| 6     | Thierry Tchernine | Frankrike     | Yamaha      | 25    | 0      |
| 7     | Harald Bartol     | Österrike     | Suzuki      | 23    | 0      |
| 8     | Leif Gustafsson   | Sverige       | Maico       | 23    | 0      |
| 9     | Benjamin Grau     | Spanien       | Derbi       | 21    | 1      |
| 10    | Gert Bender       | Västtyskland  | Bender      | 20    | 0      |